# Ophyra capensis
Ophyra capensis är en tvåvingeart som först beskrevs av Christian Rudolph Wilhelm Wiedemann 1818.  Ophyra capensis ingår i släktet Ophyra och familjen husflugor. Inga underarter finns listade i Catalogue of Life.